# Matthäus Günther

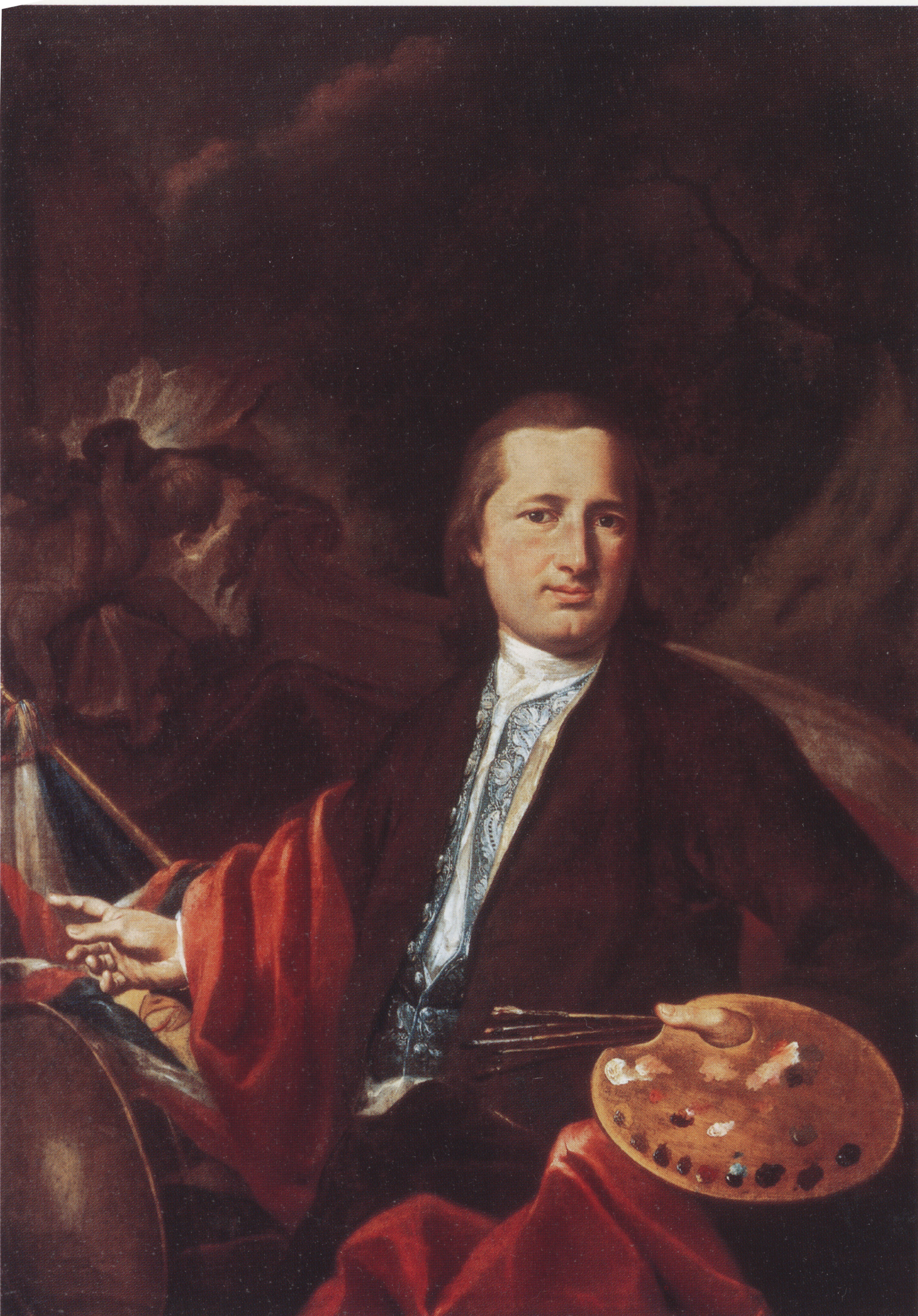
Selbstbildnis von Matthäus Günther, 1763

Matthäus Günther, auch Mathäus Günther (* 7. September 1705 in Tritschenkreut (damals Tritschengreith) bei Unterpeißenberg; † 30. September 1788 in Haid bei Wessobrunn) war ein bayerischer Maler und Graphiker der Barock- und Rokoko-Zeit.

## Werdegang
Matthäus Günther kam als erstes von zwölf Kindern der Bauersleute Jakob Günther und Maria geb. Legenlocher (auch Lengelacher) in Tritschenkreuth, heute Marktgemeinde Peißenberg, zur Welt, in einer Zeit, in der das Kurfürstentum Bayern unter kaiserlich-österreichischer Besatzung litt. Die verhängnisvolle Kette der Ereignisse gipfelte in der Sendlinger Mordweihnacht 1705 und dem Massaker am Handlberg bei Aidenbach am 8. Januar 1706.
Vermutlich begegnete Günther in der Schule im Benediktinerkloster Wessobrunn früh einigen der zeitweise bis zu 300 dort beschäftigten Künstlern und zeigte Interesse an der Malerei. In Wessobrunn arbeiteten in der Zeit des Barock und Rokoko Baumeister, Freskenmaler und Stuckateure in ihrem unverwechselbaren und europaweit bekannten Stil der Wessobrunner Schule zusammen.
Es ist nicht bekannt, wer zuerst das künstlerische Potenzial des jungen Matthäus entdeckte und förderte, jedenfalls übernahm er, obwohl Erstgeborener und damit eigentlich privilegiert, nicht den elterlichen Hof, sondern absolvierte von 1721 bis 1723 im nahen Murnau am Staffelsee eine Lehre als Maler bei Simon Bernhardt und arbeitete danach von 1723 bis 1728 in München als Geselle von Cosmas Damian Asam, dem älteren der berühmten Brüder Asam.
Im beginnenden 18. Jahrhundert hatten sich im süddeutschen und alpenländischen Raum München, Innsbruck, Konstanz und Ulm auf dem Gebiet der Freskomalerei zu einer starken Konkurrenz für die früher führende Freie Reichsstadt Augsburg entwickelt. Die Auftragslage der Augsburger Werkstätten war daher relativ schlecht, bis der in Düsseldorf bekannt gewordene junge Maler Johann Georg Bergmüller aus Mindelheim sich dort niederließ und schnell Erfolg und Ruhm als Maler von Altarbildern, Zeichner von Kupferstichen und Freskant erntete. Er wurde zum Leiter der Augsburger Kunstakademie berufen, die sich unter ihm stark vergrößerte.
Günther zog nach den Gesellenjahren bei Asam ebenfalls nach Augsburg und erwarb 1731 durch Heirat der Witwe des Kunstmalers F. Mack die so genannte Meistergerechtigkeit, die noch in der mittelalterlichen Rechtsordnung wurzelte und erforderlich war, um als zugezogener Künstler Augsburger Bürger mit allen bürgerlichen Rechten zu werden. 1740 erwarb Günther den Nachlass von Johann Evangelist Holzer mit zahlreichen Ölskizzen.
1761 verwitwete Günther und heiratete 1763 die Witwe seines Wessobrunner Freundes Johann Georg Üblhör (auch: Ybelherr), der sich in Augsburg einen guten Ruf als Stuckateur erworben hatte. Im selben Jahr konnte Matthäus Günther aufgrund seines hohen Ansehens die Nachfolge Bergmüllers als Leiter der Augsburger katholischen Kunstakademie antreten.
Ab etwa 1770 begann der künstlerische Ruf Augsburgs wieder zu verblassen. Einige bekannte Künstler verstarben und es mangelte an Nachfolgern. Die mit dem Rückgang der Förderung einhergehende Verarmung führte zusätzlich zur Abwanderung vieler Künstler. Der Stadt fehlten die Mittel, um weiter mit aufstrebenden Städten wie München, Stuttgart, Mannheim, Berlin oder Wien Schritt halten zu können, Versuche zur Wiederbelebung des Kunstbetriebes scheiterten. Enttäuscht schied Günther 1784 aus dem Amt des Direktors der Akademie aus und zog sich in das Dorf Haid bei Wessobrunn zurück, wo er vier Jahre später verschied.
Matthäus Günthers jüngerer Bruder Joachim Günther (1720–1789) war Hofbildhauer zu Bruchsal, im Fürstbistum Speyer, sein Neffe Franz Christoph Günther (1770–1848) Domkapitular und Apostolischer Vikar in Speyer.

## Werk
In etwa 55 Schaffensjahren prägte Günther bis 1787 die Rokokomalerei im süddeutsch-bayerischen Raum bis nach Württemberg, Franken und Tirol, wo er 40 Kirchen ausstattete. Das nachgewiesene Gesamtwerk umfasst etwa 70 Fresken und 25 Tafelbilder. Ungesichert, aber wahrscheinlich, ist seine Mitarbeit 1723/24 bei der Ausstattung des auch als Barockjuwel Tirols bezeichneten Innsbrucker Doms als Geselle des älteren Asam.
Sein erstes allein verantwortetes größeres Werk war das 1732 geschaffene Deckenfresko in der Pfarrkirche von Druisheim unweit von Donauwörth.
1740 malte er das Deckenfresko in der Vorhalle des Klosters Neustift, Gemeinde Vahrn bei Brixen, auf dem die Gründung des Stiftes dargestellt ist, sowie die Fresken im Schiff der Stiftskirche, die von dem Kunsthistoriker Georg Schrott als schönste Barockkirche Südtirols eingeschätzt wird. Hier erwies sich Günther bereits als Meister der illusionistischen Malerei, wie die dargestellten Scheinwölbungen eindrucksvoll zeigen. Unverkennbar ist der Einfluss des venezianischen Meisters Giovanni Battista Tiepolo, den er in Würzburg kennengelernt hatte, wo Günther das Käppele ausstattete, während Tiepolo zeitgleich das berühmte Deckengemälde im Treppenhaus der bischöflichen Würzburger Residenz schuf.
Besonders deutlich wird der Einfluss des Venezianers in Günthers Spätwerk wie der 1779 ausgemalten Dorfkirche von Grins im Tiroler Inntal, wo Günther in tiepoloähnlicher Szenerie allegorische Motive der personifizierten Kirche auftreten lässt, die den vier damals bekannten Erdteilen Zuflucht bietet.
In Augsburg selbst finden sich nur wenige Werke von Günthers Hand, darunter in der Antoniuskapelle und im Kongregationssaal des ehemaligen Jesuitenkollegs St. Salvator, dem sogenannten Kleinen Goldenen Saal, mit seinem Deckenfresko unter dem Jesaja-Motto „Ecce virgo concipiet“ (nach Jesaja, Kapitel 7; seit 2005 nach mehrjähriger Renovierung wieder zugänglich). In dem dreigliedrigen Fresko verbindet Maria als Mittlerin die irdische Ebene (die von Feinden bedrohte Stadt Jerusalem mit ihrem entscheidungsschwachen König Ahas) mit der himmlischen Trinität, die in einem strahlenden Lichtkreis erscheint. Marianische Szenen aus der „Lauretanischen Litanei“ in den vier Eckkartuschen des Saales runden das Deckenfresko ab.
Günthers lebenslange Verbundenheit mit Wessobrunn zeigt sich einerseits in der Freundschaft mit Übelhör, andererseits in der engen Zusammenarbeit mit den Stuckateuren Franz Xaver und Michael Feichtmayr, mit denen Günther häufig in Tirol tätig war.

## Werke (Auswahl)

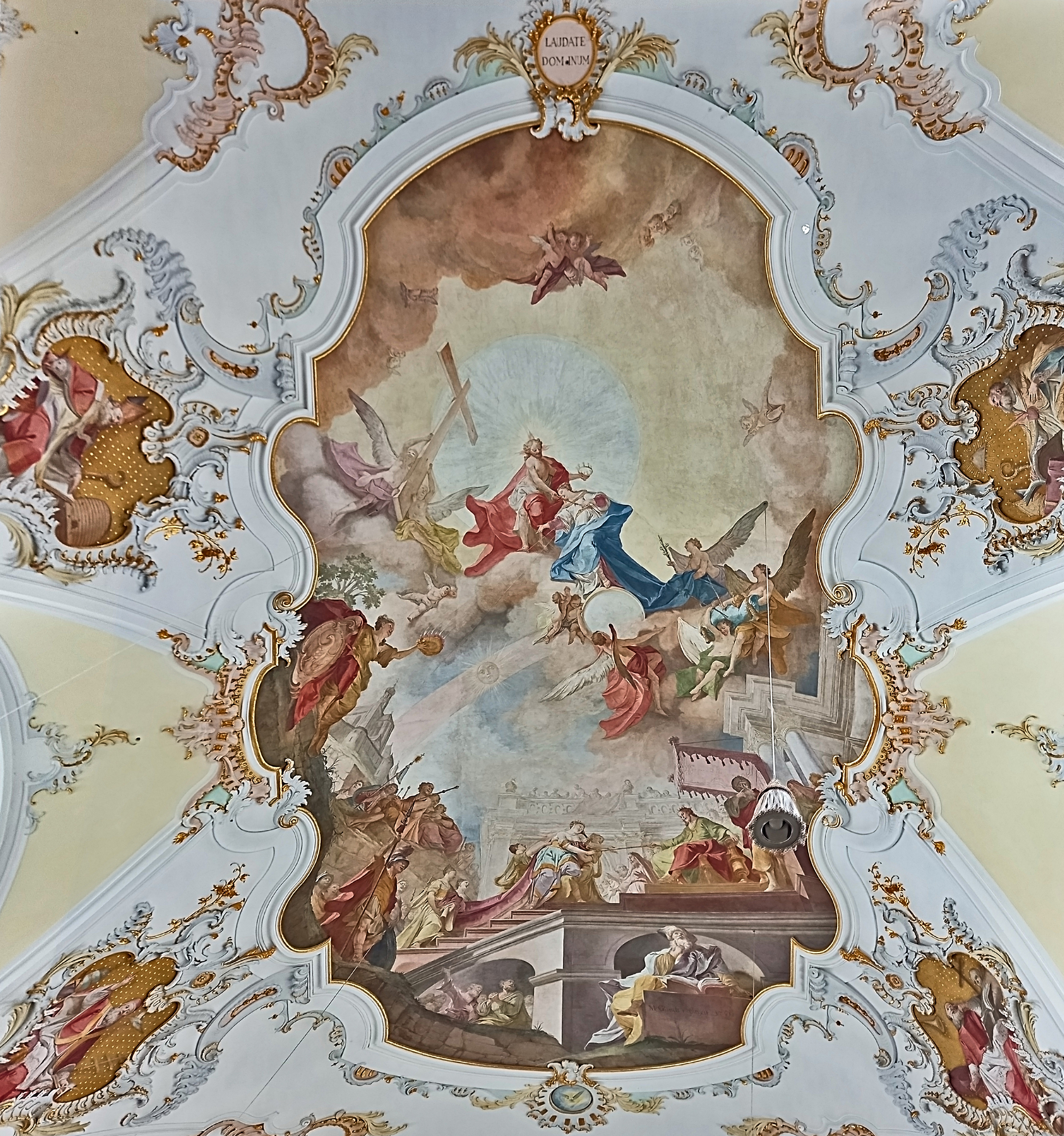
Fresko in der Stadtpfarrkirche Mariä Himmelfahrt (Schongau)

- 1730 Petrus vor Christus kniend (Fresko) in der Kapelle St. Peter in Kissing, Landkreis Aichach-Friedberg
- 1730 Deckengemälde der Christi Himmelfahrt in der Pfarrkirche St.Vitus in Frickenhausen, Landkreis Unterallgäu
- 1732 Deckengemälde in der Kirche Mariä Verkündigung in Welden, Landkreis Augsburg
- 1732 Deckengemälde in der Pfarrkirche St. Vitus in Druisheim im Landkreis Donau-Ries
- 1733 Deckenfresken in der Pfarrkirche St. Martin in Garmisch-Partenkirchen
- 1733 Kuppelfresko der Deutschordenskirche und Fresken im ehemaligen Komturhaus (heute: Spital) in Sterzing, Tirol
- 1736 Abendmahl (Deckengemälde) in der Hartmannskapelle in Kloster Neustift, Tirol
- 1736 Deckenmalereien in der Pfarrkirche in Rattenberg, Tirol
- 1737 Chorfresko in der Wallfahrtskirche Maria Hilf auf dem Mühlfeld in Bad Tölz
- 1739 Marter des heiligen Sebastian (Altarblatt) in der Kapelle St. Sebastian in Pförring, Oberbayern
- 1739 Fresken in der Schlosskapelle in Wolfsthurn bei Mareit, Tirol
- 1739/40 Freskomalereien in der Sebastianskapelle in Großaitingen bei Augsburg
- 1740 Gemälde am Hochaltar, Medaillons im Chor, Langhausfresken und Turmbemalung in der Pfarrkirche St. Peter und Paul in Mittenwald, Oberbayern
- 1741 Langhausfresko und Fresko über der Empore in der Pfarrkirche St. Peter und Paul in Oberammergau

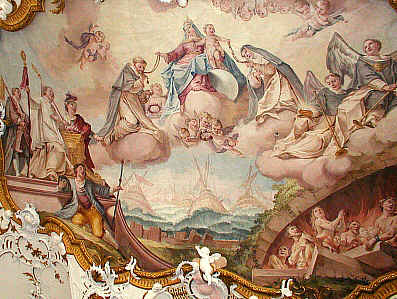
Fresko mit Szene aus der Schlacht von Lepanto, Indersdorf, 1755

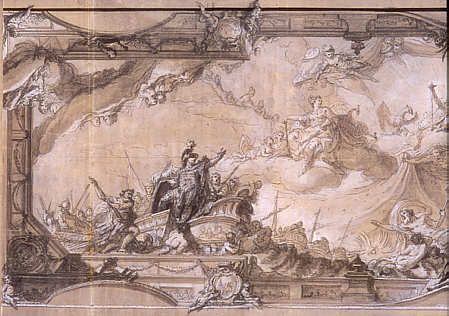
Entwurf für das Deckenfresco Aeneas im Neuen Schloss Stuttgart, 1757

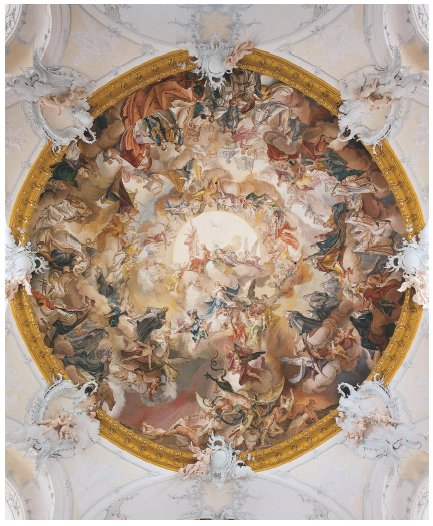
Kuppelfresko in der Benediktiner-Klosterkirche St. Marinus und Anianus in Rott am Inn, 1763

- 1741–1743 Gemälde am Hochaltar in der Pfarrkirche St. Vitus in Druisheim
- 1743–44; 1751; 1755[2] Deckenfresko der Stiftskirche Fiecht
- 1744 Zwei Fresken in der abgegangen, barocken Klosterkirche von Kloster Münsterschwarzach, Unterfranken
- 1745–1747 23 Deckenfresken in der ehemaligen Abteikirche des Benediktinerklosters in Amorbach, Odenwald, Unterfranken
- 1746 Deckenfresken und Hochaltargemälde in der St.-Antonius-Kapelle in Augsburg
- 1747 Deckenfresken in Chor und Langhaus der Pfarrkirche St. Johannes Baptist in Paar bei Friedberg, nur noch das Chorfresko ist erhalten. Den Stuck dazu schuf Franz Xaver Feichtmayr der Jüngere
- 1748 Altarbilder für Hochaltar und Querhausaltäre in der ehemaligen Abteikirche des Benediktinerklosters in Amorbach, Odenwald
- 1748 Deckenfresken in der Wallfahrtskirche Mariä Himmelfahrt auf dem Hohen Peißenberg
- 1749 Deckenfresken in den Seitenschiffen und das Bruderschaftsfresko im Langhaus in der Wallfahrtskirche Herrgottsruh in Friedberg
- Um 1750 Deckengemälde in der Augustiner-Chorherrenstiftskirche Mariä Geburt in Rottenbuch, Landkreis Weilheim-Schongau
- 1751 Deckengemälde in der Pfarrkirche Maria unbefleckte Empfängnis in Gossensaß, Südtirol
- 1752 Deckenfresken im Käppele in Würzburg
- 1753 Deckengemälde im Langhaus und im Chor in Mariä Himmelfahrt in Schongau
- 1754 Fresken der Wiltener Basilika (Pfarr- und Wallfahrtskirche in Innsbruck)
- 1755 Deckenfresken des Heiligen Augustinus im ehemaligen Augustiner-Chorherrenstift Kloster Indersdorf im Landkreis Dachau, Oberbayern, in Zusammenarbeit mit Johann Georg Dieffenbrunner
- 1756/57 Fresken im westlichen Joch der Wallfahrtskirche Maria Trost (Nesselwang)
- 1757 Fresken im Neuen Schloss in Stuttgart, 1944 zerstört
- 1759 Deckenfresko in der Kapelle Zur Schmerzhaften Muttergottes in Druisheim
- 1759 Hoch- und Seitenaltargemälde links Heilige Familie in der Pfarrkirche St. Peter und Paul in Oberammergau
- 1760 Fresko in der Klosterbibliothek in Aldersbach, Niederbayern
- 1761 Deckengemälde des Heiligen Leonhard in der Pfarr- und Wallfahrtskirche Sankt Leonhard im Forst bei Wessobrunn
- 1761 Chorfresko in der Pfarrkirche St. Peter und Paul in Oberammergau
- 1761 Gemälde im Schloss in Sünching, Landkreis Regensburg, Oberpfalz
- 1762 Deckenmalereien in der Johanniskapelle in Fieberbrunn, Tirol
- 1763 Kuppelmalerei in der Benediktiner-Klosterkirche St. Marinus und Anianus in Rott am Inn
- 1764 Deckenfresko im Mittelschiff (westlich) in der Wallfahrtskirche Herrgottsruh in Friedberg
- 1764/65 Kreuzabnahme Jesu (Altarbild am nördlichen Kreuzaltar) in der Stadtpfarrkirche St. Peter und Erasmus in Geiselhöring, Landkreis Straubing-Bogen
- 1765 Kreuzwegstationen und Deckenfresko in der Stadtpfarrkirche St. Peter und Erasmus in Geiselhöring
- 1765 Fresken im Kleinen Goldenen Saal in Augsburg
- 1765/66 Kreuzigung Petri (Deckengemälde im Langhaus) und Altarbilder der Pfarrkirche St. Petrus und Erasmus in Geiselhöring
- 1766 Tod des Heiligen Josef und Heilige Sippe (Altarbilder) in der Kirche im Deggendorfer Stadtteil Seebach, Niederbayern
- 1766 Deckengemälde in der Kirche in Meßbach im Jagstkreis.
- 1769 Seehandel (Fresko) im Treppenhaus des Köpfschen und späteren Münchschen Palais, 1944 zerstört.
- 1771/72 Fresken in der Kreuzbergkapelle in Wessobrunn
- 1772 Deckenfresko im Mittelschiff (östlich) in der Wallfahrtskirche Herrgottsruh in Friedberg
- 1774 Chorfresko in der Dominikanerinnen-Klosterkirche St. Peter und Paul in Altenhohenau, Oberbayern
- 1775 Deckenbilder in der katholischen Pfarrkirche St. Sixtus in Moorenweis im Landkreis Fürstenfeldbruck
- 1775 Altarbild „Hl. Josef“ für Stiftskirche Fiecht, nicht erhalten
- 1776 Deckenfresko im Langhaus, Fresko über der Orgel und Chorfresko in der Kirche Mariä Reinigung (Steinheim) im Dillinger Stadtteil Steinheim an der Donau
- 1778 Deckengemälde in der Pfarrkirche St. Jakob und Leonhard in Abtei
- 1779 Deckenfresken in der Pfarrkirche St. Nikolaus in Grins bei Landeck, Tirol
- 1781 Fresko in der Gnadenkapelle im Käppele, Würzburg
- 1787 Deckenfresken in der Pfarrkirche Zur Schmerzhaften Muttergottes in Waalhaupten, Landkreis Ostallgäu

Undatierte Werke:
- Kirche Maria Aich in Peißenberg
- Pfarrkirche St. Quirinus, Benediktinerkloster Tegernsee
- Altarausstattung von St. Georg in Dießen am Ammersee
- Fresko in der Bibliothek von Kloster Fürstenzell bei Passau, Niederbayern (nicht mehr vorhanden)
- Deckengemälde in Münsterschwarzach in Unterfranken
- Selbstbildnis und Gemälde seiner Frau im Bayerischen Nationalmuseum in München
- Gemälde in den Museen in Schwerin und Weimar
- Drei Ölbilder und sechs Zeichnungen in den Städtischen Kunstsammlungen Augsburg
- Deckenfresko Gartenpavillon Hoher Weg 30 in Augsburg